# Marie-Thérèse de Subligny

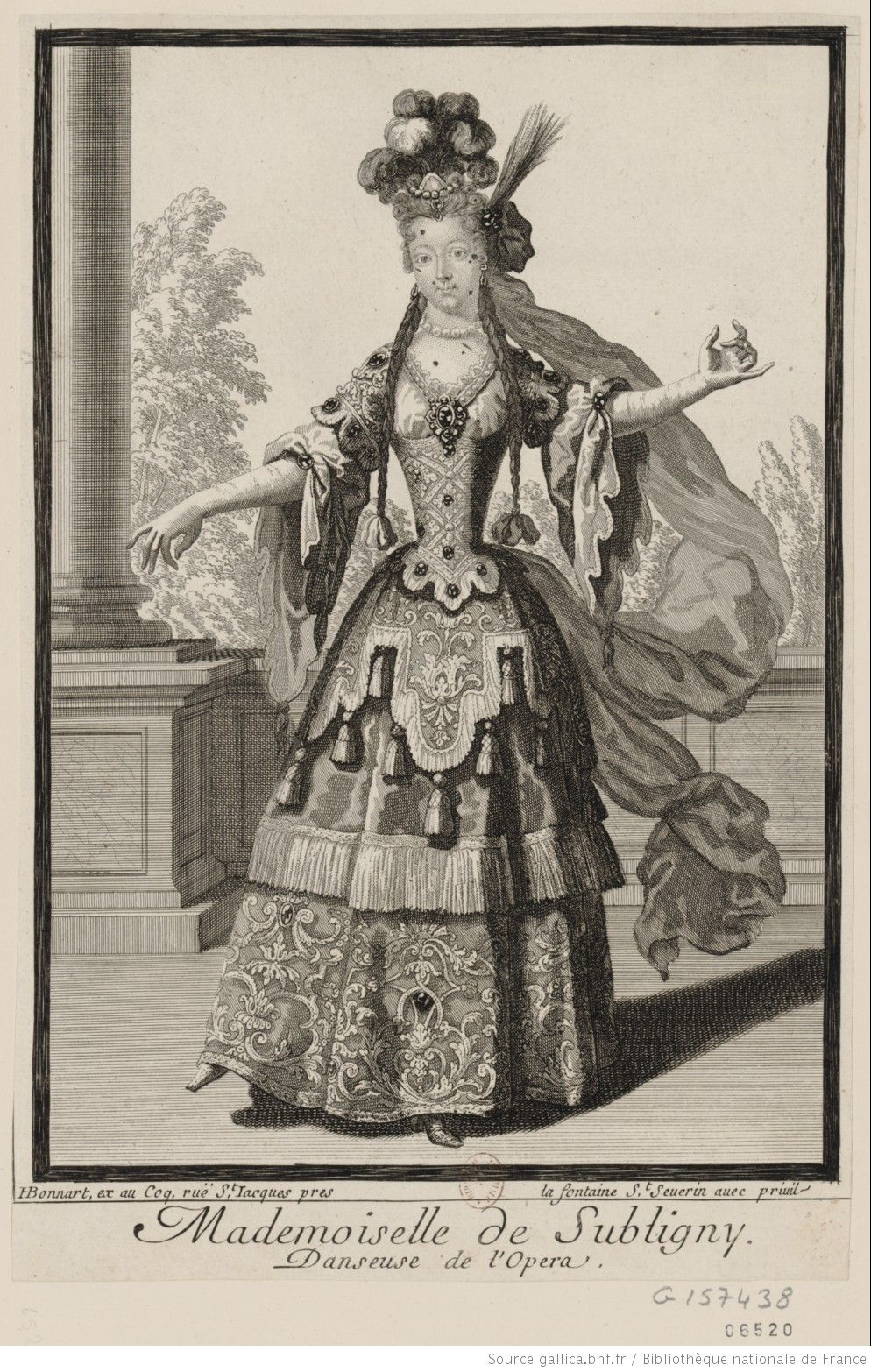
Marie-Thérèse Subligny als Tänzerin. Zeitgenössischer Kupferstich

Marie-Thérèse Perdou de Subligny (* 1666; † 1735) war eine französische Balletttänzerin.
Sie trat 1688 in die Académie royale de musique ein, wo sie Mademoiselle de Lafontaine als Primaballerina nachfolgte. Diese Position hielt sie bis 1707 inne. Sie trat hauptsächlich in Opern Comédie-ballets von Jean-Baptiste Lully, André Campra, André Cardinal Destouches und Jean-Féry Rebel auf. Zu ihren Tanzpartnern zählten die berühmtesten Tänzer der Epoche, darunter Claude Ballon. Louis Pécour schuf für sie zahlreiche Choreografien, die Raoul-Auger Feuillet publizierte.
Subligny gilt als erste professionelle französische Tänzerin, die in England (1702–1703) auftrat.
Sie war die Tochter von Adrien-Thomas Perdou de Subligny.